# يوزباشي
اليوزباشي (بالتركية الحديثة: Yüzbaşı) أو الأوزباشي هي رتبة عسكرية عثمانية تركية مستخدمة حتى الآن في تركيا، وكانت مستخدمة في الجيش والشرطة المصرية سابقاً، وهي تعادل رتبة نقيب حاليًا، والكلمة عثمانية مأخوذة من الجيش العثماني، مركّبة من لفظين هما «يوز» أي رقم «مائة»، و«باشي» أي «رأس / رئيس»، والمعنى «رئيس مائة» أي أنه رئيس على مائة جندي. 